# Simon Lessing
Simon Christopher Lessing (* 12. Februar 1971 in Kapstadt) ist ein ehemaliger britischer Triathlet südafrikanischer Herkunft. Er ist dreifacher Triathlon-Europameister (1991, 1993, 1994) sowie fünffacher Triathlon-Weltmeister (Kurzdistanz: 1992, 1995, 1996, 1998; Langdistanz: 1995) und Ironman-Sieger (2004).

## Werdegang
Simon Lessing kam in Südafrika zur Welt und als er neun Jahre alt war, zog seine Familie nach Durban. Schon als Kind und Jugendlicher war Lessing erfolgreicher Schwimmer, Segler und Biathlet und mit 14 Jahren startete er erstmals bei einem Triathlon.
1988 wurde er Triathlon-Champion in Südafrika. Im Alter von 18 Jahren verließ Simon Lessing 1989 Südafrika und startete in Großbritannien als professioneller Triathlet. Bei seinem ersten Start im Triathlon über die Langdistanz erreicht Lessing 1993 in Nizza hinter dem neunfachen Sieger und Titelverteidiger Mark Allen den zweiten Platz.

### Olympische Sommerspiele 2000
Bei den Olympischen Sommerspielen 2000 in Sydney belegte er den neunten Rang und er wechselte von der Kurzdistanz (1,5 km Schwimmen, 40 km Radfahren und 10 km Laufen) auf die Mittel- und Langdistanz. 2002 zog er mit seiner Frau Lisa nach Boulder in Colorado. 2004 gewann er den Ironman in Lake Placid.
2008 erklärte Simon Lessing seine Profi-Karriere als beendet.
Heute betreibt er zusammen mit seiner Frau Lisa und der ehemaligen Langstreckenläuferin Colleen De Reuck (* 1964) eine Coaching-Agentur für Triathleten. So trainierte er beispielsweise die Welt- und Europameisterin auf der Ironman-Distanz Chrissie Wellington (* 1977; 2012 zurückgetreten) sowie die Langstrecken-Weltmeisterin und vielfache Ironman-Siegerin Mary Beth Ellis (* 1977).

## Auszeichnungen
- Im Jahre 2000 verlieh ihm Queen Elisabeth II. von England den Titel MBE, Member of the Order of the British Empire, die fünfte Stufe des britischen Ritterordens Order of the British Empire[4]
- Verleihung des British Triathlon Gold Pin Preises (2009)[5]
- 2012 erfolgte die Aufnahme in die Boulder Sports Hall of Fame (zusammen mit der Radsportlerin Marianne Martin).[6]
- Simon Lessing wurde von der International Triathlon Union (ITU) im Jahr 2014 als Anerkennung für seine sportlichen Leistungen in die Hall of Fame aufgenommen.[7]

## Sportliche Erfolge
| Datum/Jahr    | Rang | Wettbewerb                                       | Austragungsort     | Zeit     | Bemerkung |
| ------------- | ---- | ------------------------------------------------ | ------------------ | -------- | --- |
| 9. Sep. 2007  | 5    | Los Angeles Triathlon                            | Los Angeles        | 01:55:37 | [ 8 ] |
| 2003          | 1    | Pacific Coast International Triathlon Union Race | Vereinigte Staaten |          | [ 9 ] |
| 6. Juni 2004  | 1    | Escape from Alcatraz Triathlon                   | San Francisco      | 01:54:41 | |
| 2003          | 1    | Escape from Alcatraz Triathlon                   | San Francisco      |          | |
| 2001          | 3    | Alpen-Triathlon                                  | Schliersee         |          | |
| 2000          | 9    | Olympische Sommerspiele 2000                     | Sydney             |          | Triathlon feierte bei den Olympischen Spielen seine olympische Premiere (1,5 km Schwimmen, 40 km Radfahren und 10 km Laufen) |
| 11. Sep. 1999 | 2    | ITU Triathlon World Championships                | Montreal           | 01:45:31 | |
| 30. Aug. 1998 | 1    | ITU Triathlon World Championships                | Lausanne           | 01:55:30 | |
| 1997          | 3    | ITU Triathlon World Championships                | Perth              | 01:49:07 | |
| 24. Aug. 1996 | 1    | ITU Triathlon World Championships                | Cleveland          | 01:39:50 | |
| 1996          | 1    | Laguna Phuket Triathlon                          | Phuket             | 01:52:50 | |
| 12. Nov. 1995 | 1    | ITU Triathlon World Championships                | Cancún             | 01:48:28 | |
| 1995          | 1    | Escape from Alcatraz Triathlon                   | San Francisco      |          | |
| 1994          | 1    | ETU Triathlon European Championships             | Eichstätt          | 01:50:38 | Sieg bei der Europameisterschaft                                                                                             |
| 4. Juli 1993  | 1    | ETU Triathlon European Championships             | Echternach         | 01:54:04 | Europameister auf der olympischen Distanz                                                                                    |
| Aug. 1993     | 2    | ITU Triathlon World Championships                | Manchester         | 01:53:02 | |
| 12. Sep. 1992 | 1    | ITU Triathlon World Championships                | Huntsville         | 01:49:04 | |
| 15. Aug. 1992 | 1    | ITU Triathlon World Cup                          | Embrun             | 02:16:56 | Sieger auf der Kurzdistanz beim Embrunman                                                                                    |
| 1992          | 2    | ETU Triathlon European Championships             | Lommel             | 01:49:05 | |
| 1991          | 1    | ETU Triathlon European Championships             | Genf               | 01:53:25 | Sieger bei der Europameisterschaft der ETU                                                                                   |

| Datum/Jahr    | Rang | Wettbewerb                       | Austragungsort   | Zeit     | Bemerkung |
| ------------- | ---- | -------------------------------- | ---------------- | -------- | --- |
| 4. Mai 2008   | 9    | Ironman 70.3 St. Croix           | Christiansted    | 04:19:31 | |
| 2008          | 4    | Ironman 70.3 Muskoka             | Muskoka          | 04:19:17 | |
| 23. Sep. 2007 | 4    | Ironman 70.3 Cancún              | Cancún           | 03:53:31 | |
| 19. Aug. 2007 | 1    | Ironman 70.3 Timberman           | New Hampshire    | 04:00:02 | [ 10 ] |
| 20. Mai 2007  | 2    | Ironman 70.3 Florida             | Orlando          |          | |
| 11. Nov. 2006 | 2    | Ironman 70.3 World Championships | Clearwater       |          | |
| 17. Sep. 2006 | 1    | Ironman 70.3 Cancún              | Cancún           |          | |
| 30. Juli 2006 | 1    | Vineman Ironman 70.3             | Sonoma County    |          | |
| 25. Juni 2006 | 2    | Ironman 70.3 Buffalo-Springs     | Lubbock          |          | |
| 22. Mai 2005  | 2    | Ironman 70.3 Florida             | Orlando          | 03:53:47 | |
| 1. Mai 2005   | 1    | Wildflower Triathlon             | Lake San Antonio | 03:59:33 | Sieg und neuer Streckenrekord über die Mitteldistanz (1,9 km Schwimmen, 90 km Radfahren, 21 km Laufen) in Kalifornien |

| Datum/Jahr    | Rang | Wettbewerb                                      | Austragungsort | Zeit     | Bemerkung |
| ------------- | ---- | ----------------------------------------------- | -------------- | -------- | --- |
| 28. Aug. 2005 | 4    | Ironman Canada                                  | Penticton      | 08:43:13 | |
| 25. Juli 2004 | 1    | Ironman USA                                     | Lake Placid    | 08:23:12 | |
| 1. Okt. 1995  | 1    | ITU Long Distance Triathlon World Championships | Nizza          | 05:46:17 | Sieger beim Triathlon International de Nice |
| 13. Juni 1993 | 2    | Triathlon International de Nice                 | Nizza          | 06:10:55 | Bei seinem ersten Start im Triathlon über die Langdistanz erreicht Lessing hinter dem neunfachen Sieger und Titelverteidiger Mark Allen den zweiten Rang. |

(DNF – Did Not Finish)